# Téléphérique militaire de Terre Rouge ou des Gondran
Le téléphérique militaire de Terre Rouge ou téléphérique des Gondran est un téléphérique militaire situé à Briançon, en France.

## Histoire
Le téléphérique fut construit entre 1937 et 1938. Il a été mis en service pour l'acheminement du ravitaillement militaire aux forts Séré de Rivière et aux villages militaires situés en hauteur de la ligne Maginot. Il a fonctionné jusqu'en 1980. Il est inscrit en tant que monument historique depuis le 1er octobre 2003

## Description
Ce téléphérique dispose d'un câble de 2 625 mètres, supporté par vingt pylônes, reliant deux stations : à Briançon, pour la station haute, et Cervières, pour la station basse.
La localisation de la station de départ du téléphérique des Gondran qui, du fond de la vallée devait rejoindre les sommets désormais pleinement occupés, fut définie à peu à la hauteur de terre-Rouge, une localité située sur la commune de Cervières à 1 460 m d'altitude. Ce grand bâtiment fut construit autour des appareillages de la gare de départ une fois son installation terminée et non pas inversement, comme on le fait normalement.
Sa construction se fit entre 1937 et 1938. À la veille de la déclaration de la guerre, cette télébenne avait pour fonction d'approvisionner tout le plateau des Gondran, avec ses hommes, ses bêtes, ses forts et son artillerie très importante comme nous avons pu le voir, en évitant la route, un long trajet pas toujours praticable. L'élégance de sa ligne s'appuie sur 10 pylônes métalliques qui étalent 2 760 m de câbles porteurs. Les pylônes n'ont pas tous la même hauteur, car ils doivent compenser les différentes courbes du terrain, afin de maintenir une élévation progressive et constante de la ligne. Juste à côté du moteur électrique fut placé un moteur thermique à essence quatre cylindres, à démarrage par manivelle, sorti de l'entreprise Grenobloise de constructions mécaniques Vialis et Cie de Grenoble, c'est le moteur de secours. C'est un système bicâble avec câbles porteurs de 25,4 mm et câbles tracteurs de 15 mm. La charge normale des bennes était de 250 kg, maximum 300 kg. C'est dans la station basse qu'est la force motrice. L'électricité fut amenée par voie aérienne à la recette inférieure et le responsable du bon fonctionnement du téléphérique est un moteur triphasé de 25 chevaux.
Le fait d'utiliser l'électricité comme générateur d’énergie avait ses avantages et ses inconvénients. À cette époque-là, les moteurs à explosion n'étaient pas particulièrement économiques et leur consommation était très importante. Cette énergie « propre » qu'est l'électricité éliminait le problème d'un stockage conséquent de carburant. Cependant, le défaut du principe électrique, c'est de craindre une interruption de ligne qui aurait stoppé tout fonctionnement du téléphérique. Voilà pourquoi il était nécessaire d'avoir un moteur à essence comme moteur de secours. Le passage d'un moteur à l'autre se faisait en déplaçant la grande courroie d'entraînement en cuir d'un moteur à l'autre. Un voltmètre et un rhéostat permettaient de doser l'énergie distribuée, permettant d'accélérer ou de ralentir la vitesse du câble tracteur. Au départ, le système pouvait être utilisé en semi-continu. On pouvait mettre plusieurs bennes à la suite sur le câble et ensuite les en dégager grâce à un principe d'aiguillage et de débrayage qui permettait de diriger les bennes vers la voie de garage ou de chargement. On serrait les morses du porte-benne autour du câble tracteur à l'aide du volant présent sur la partie supérieure du support. toutefois, la prise des morses n'étant pas suffisamment forte, les chariots glissaient le long du câble  durant le trajet, ce qui rendait le transport peu sûr. On avait donc fini par fixer sur le câble tracteur deux portes-bennes à équidistance, ce qui permettait de faire fonctionner le téléphérique en va-et-vient. Le nombre de bennes en ligne en 1950 était, une en montée et une en descente. Avant que l'on ne fixe les deux bennes au câble, au moment où les chariot entraient dans les recettes, ils passaient du câble porteur à un une poutre, de sorte à se libérer dudit câble. Dans la station basse, à ce moment-là, les deux petites roues, positionnées au-dessus et au centre des deux roues appuyées sur la poutre, venaient s’appuyer contre deux glissières supérieurs, ce qui maintenait le chariot en équilibre une fois déchargé du câble porteur. Il était important que les téléphéristes ralentissent la vitesse du transport à l'entrée en gare des bennes qui, sinon, venaient cogner contre le poteau de l'arrivée et se déchargeaient seules en vrac sur le sol. Et cela pouvait arriver ! Les bennes, accrochées aux supports en forme de fourche aux câbles, pouvaient être différentes selon les nécessités. Dans tous les cas, ce moyen de transport ne devait servir que pour les marchandises de toutes sortes, et n'aurait pas dû servir de taxi aux hommes. N'aurait pas dû, parce qu'il est facile de deviner que la tension était trop forte pour pouvoir y résister. Aussi, beaucoup de soldats voulurent faire leur baptême de téléphérique et flirter avec le ciel le long de cette ligne. La gare supérieure est à 2 384 m d'altitude, elle est plus petite que la gare inférieure et abrite les roues renvoi des câbles. Elle arrive entre le Gondran C et le Gondran D et est à environ 1 000 m de l'entrée du Gondran E. Dans un coin de la maisonnette se trouve encore un petit poêle de chauffage qui devait être porté au rouge afin de modérer les températures souvent rigoureuses. Sur les pylônes 5 câbles, le tracteur et le porteur à la montée, le tracteur et le porteur à la descente, et en haut le câble téléphérique. Les frottements du passage des chariots sur les roues des pylônes en provoquaient l'usure. Les hommes du génie, les téléphéristes, étaient chargés de l'entretien de la ligne et lorsque les roues au sommet des pylônes devaient être changées, il fallait soulever le câble porteur, ce qui permettait de dégager la roue abîmée et à ce moment-là elle pouvait être remplacée. Pour arriver au sommet des pylônes, il y avait deux solutions, soit aller à pied de chacun d'eux puis les escalader à l'aide d'une échelle fixée à la structure métallique, soit monter dans une benne et se faire transporter jusqu'au bon endroit. Bien entendu, en général, les hommes du Génie optaient pour cette seconde solution. En 1948 fut donnée la dernière couche de peinture à la station basse et aux 10 pylônes. En hiver, si on oubliait de déneiger les abords de la station haute, lorsque la benne arrivait, elle traînait par terre et avait une fâcheuse tendance à se décharger sur les pentes de la montagne. Il est vrai que tout n'était pas perdu le pain qui se renversait, cela faisait un bon repas pour les chamois ! Ce téléphérique a fonctionné jusqu'en 1980 et vient d'être inscrit à l'inventaire des monuments historique.

Recette inférieure (départ de Terre Rouge)
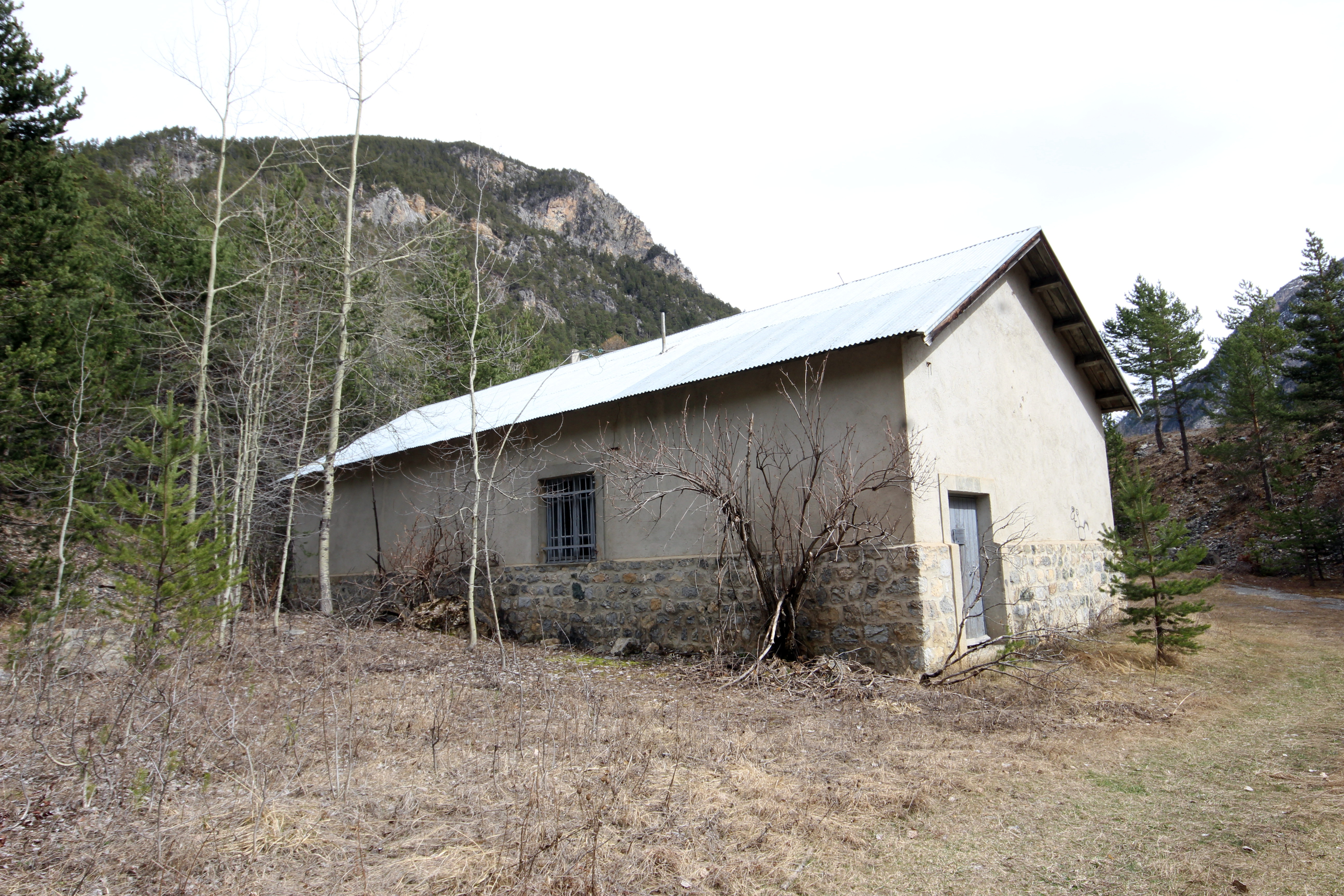
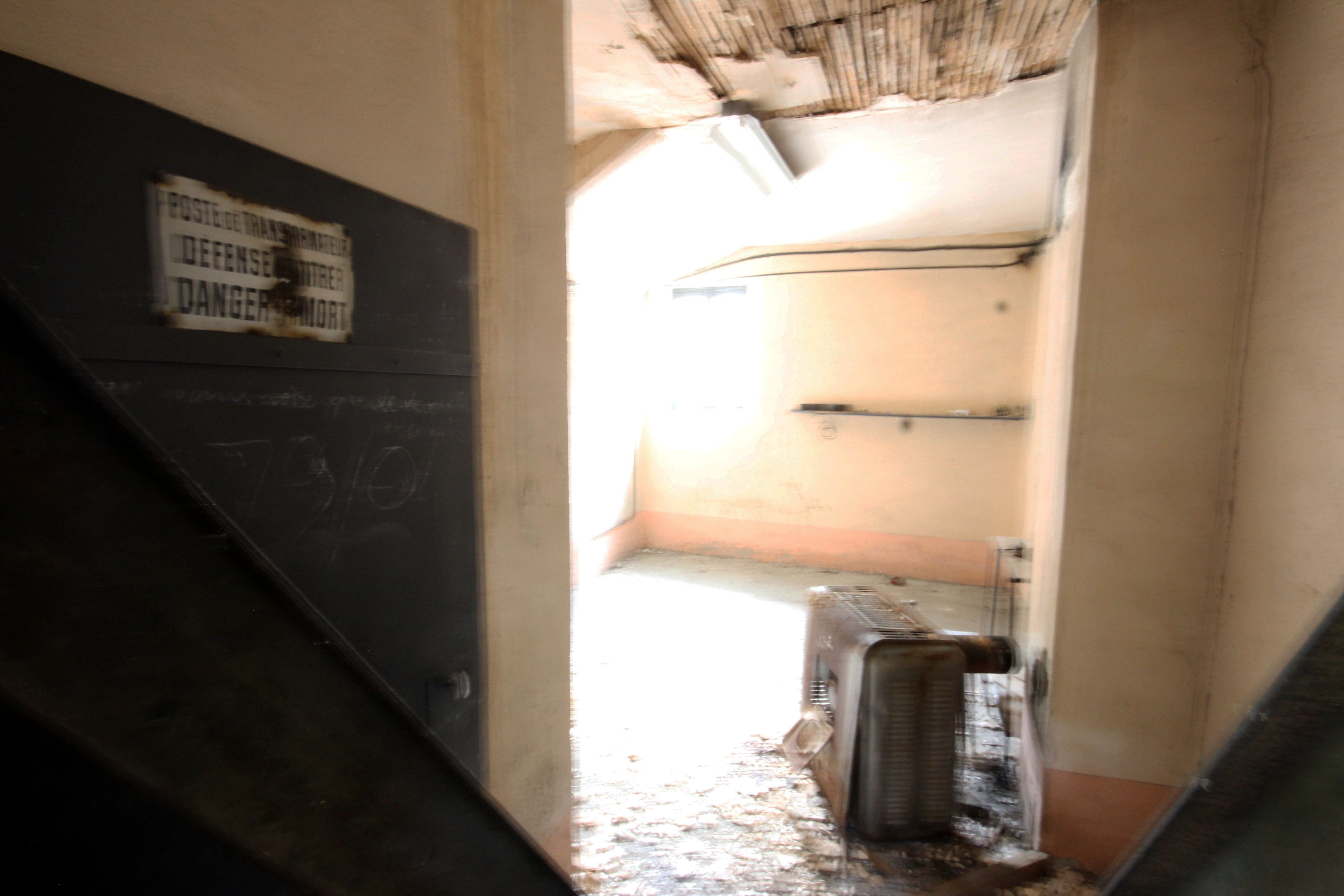
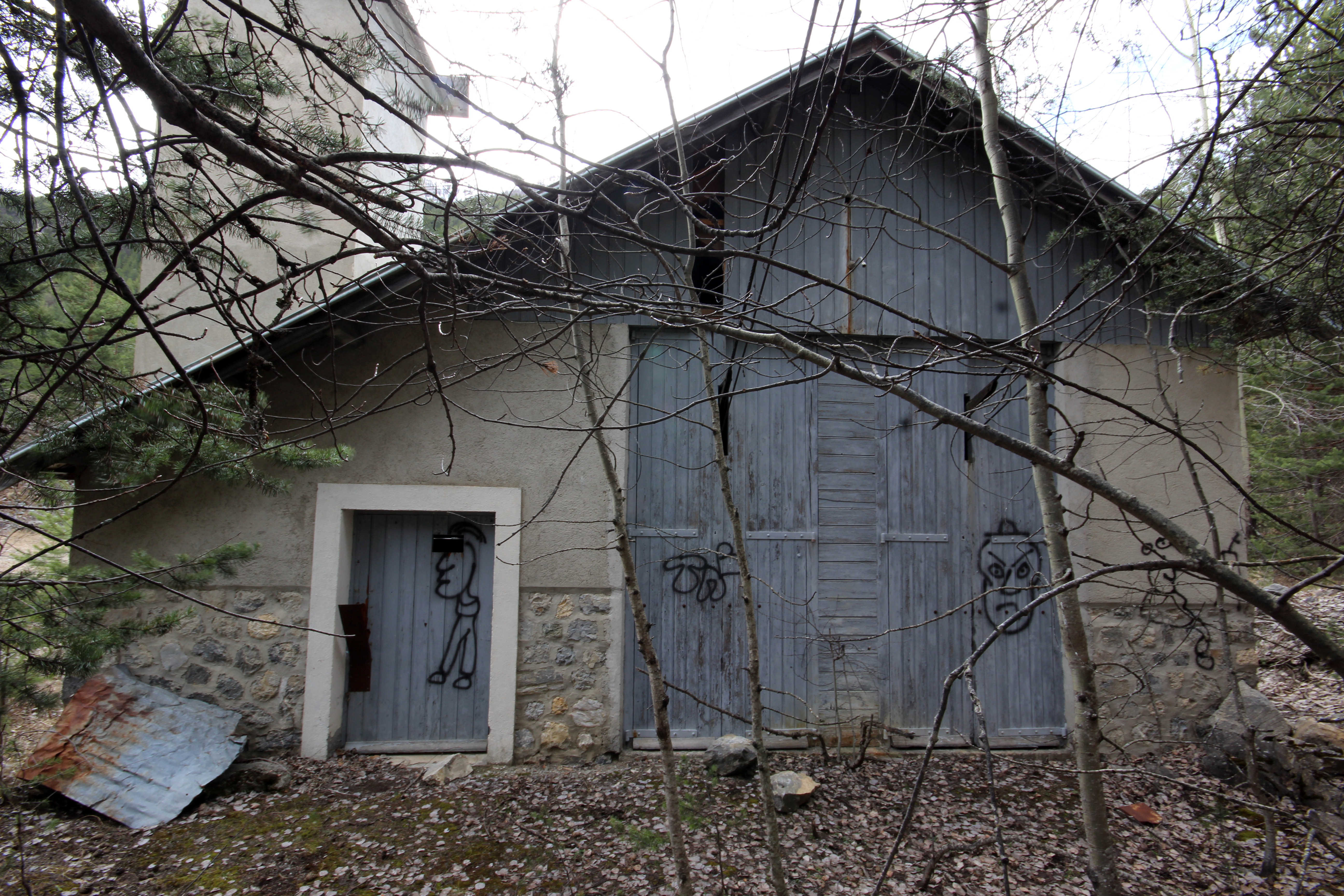
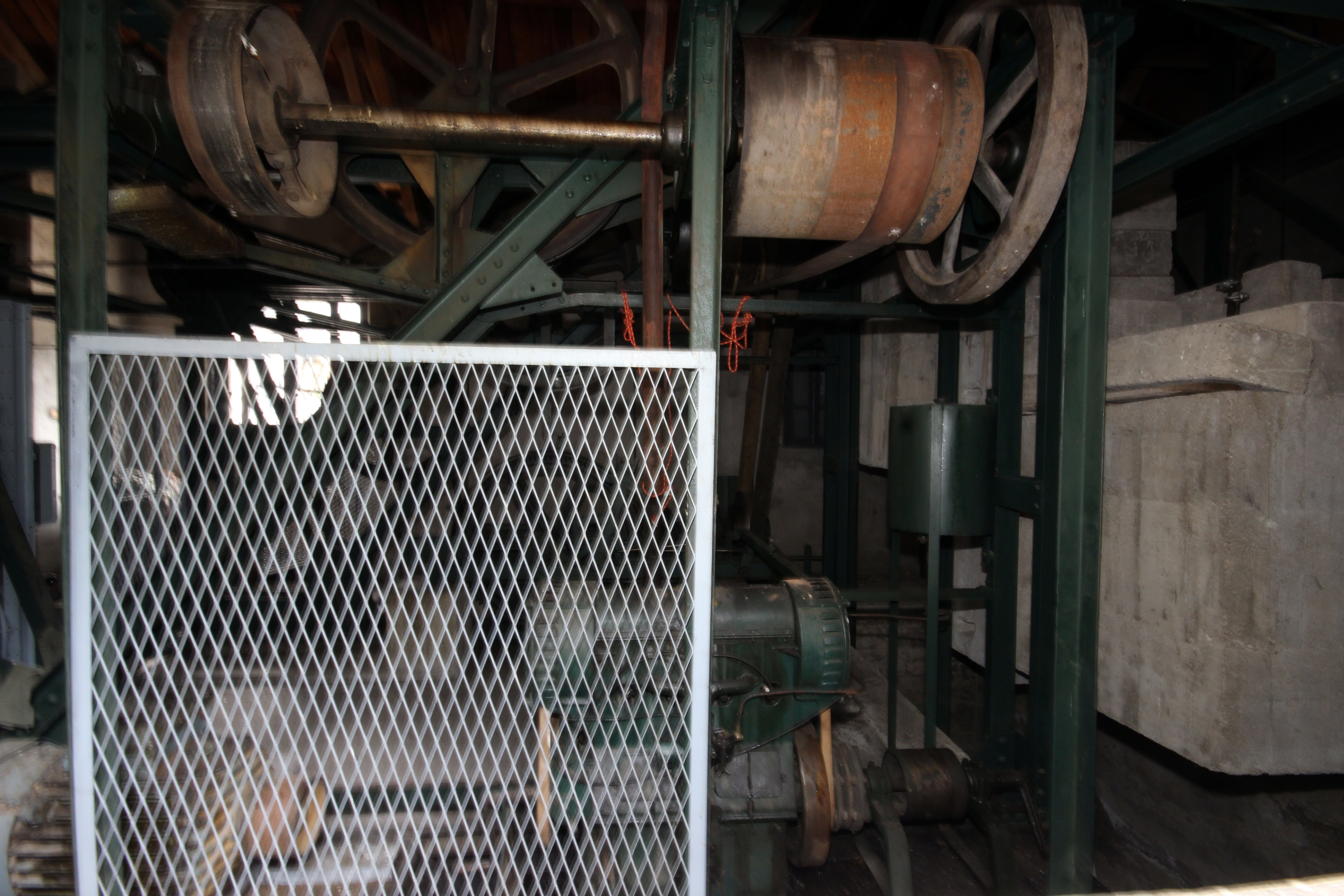
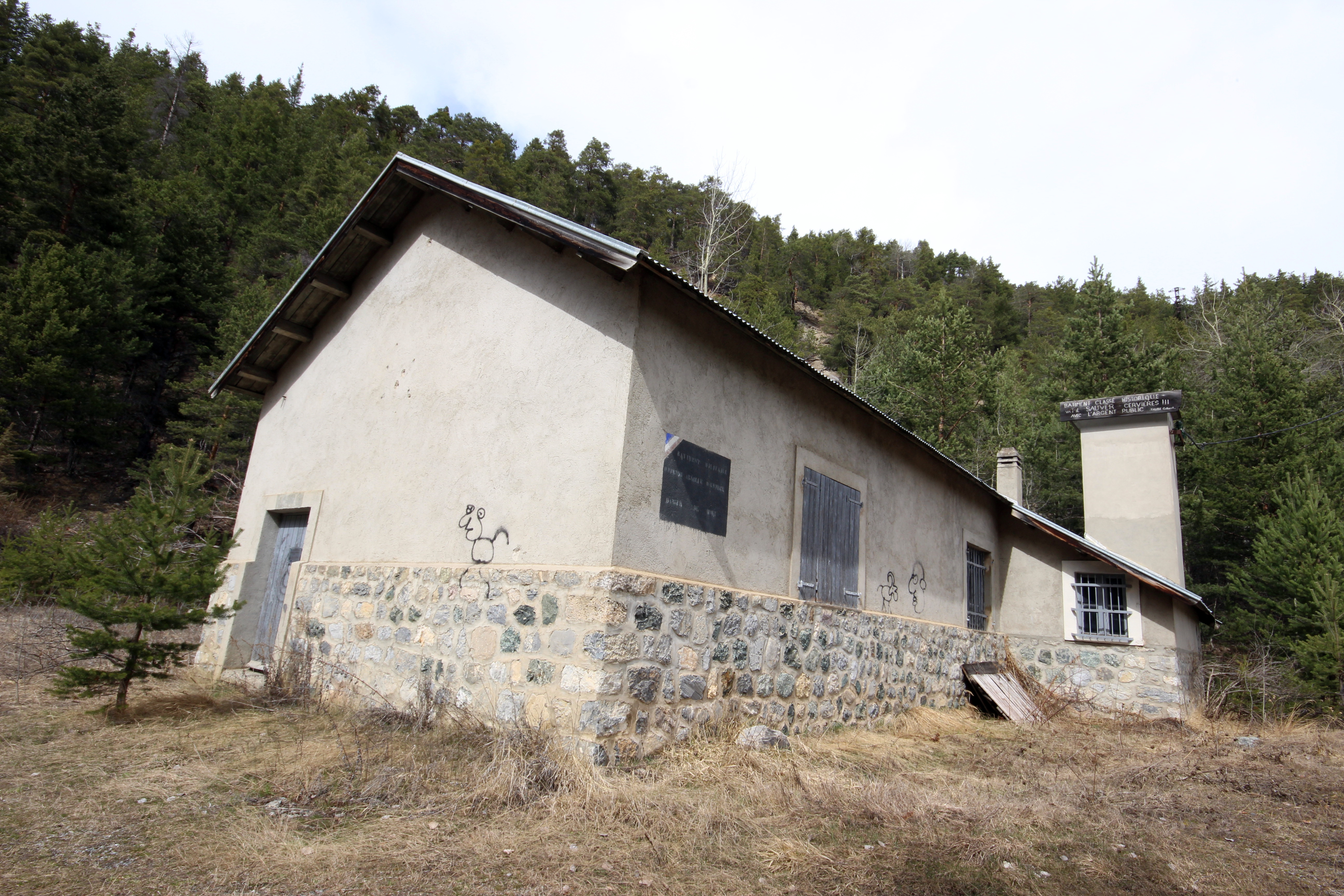
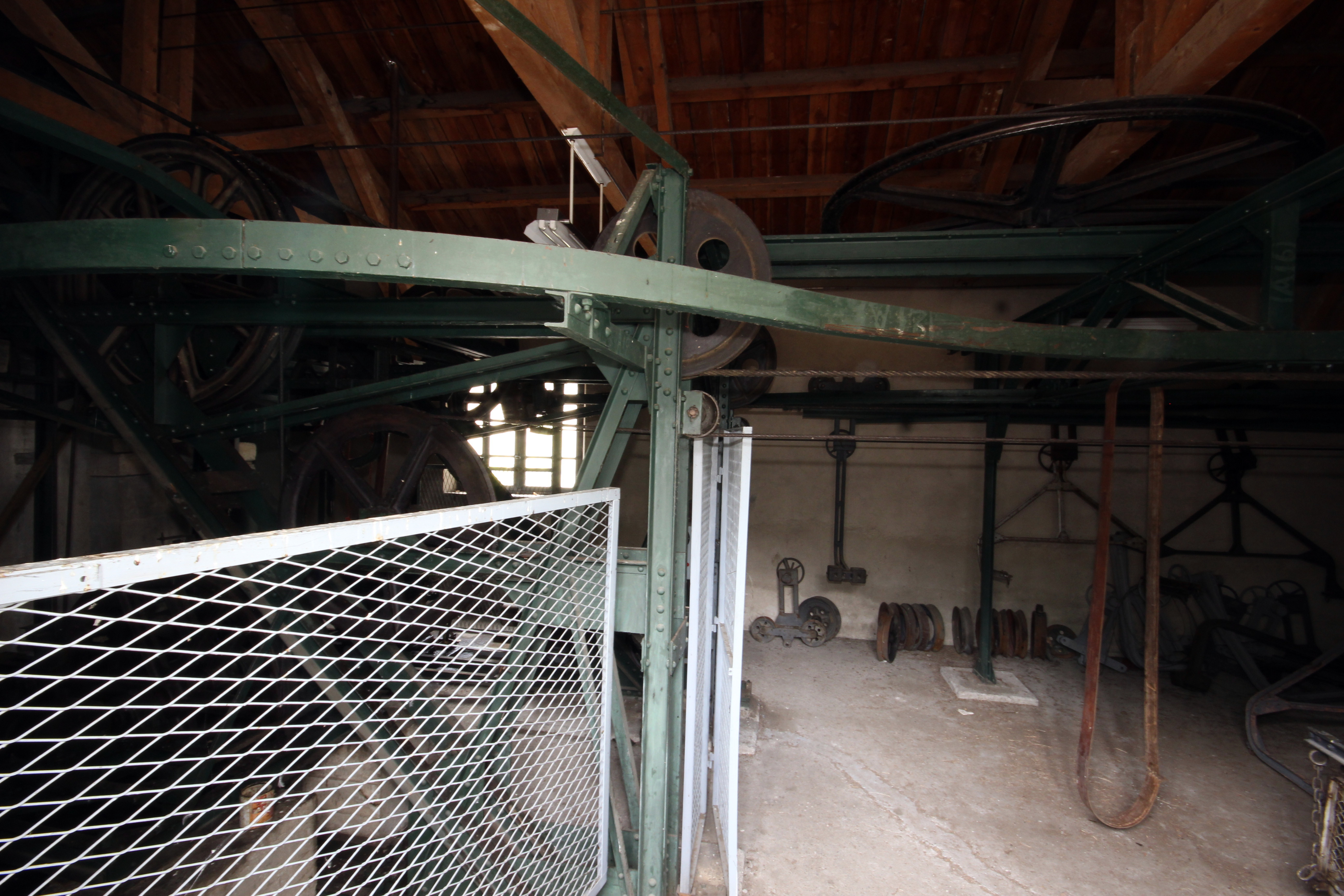

Recette supérieure, sur le plateau des Gondran
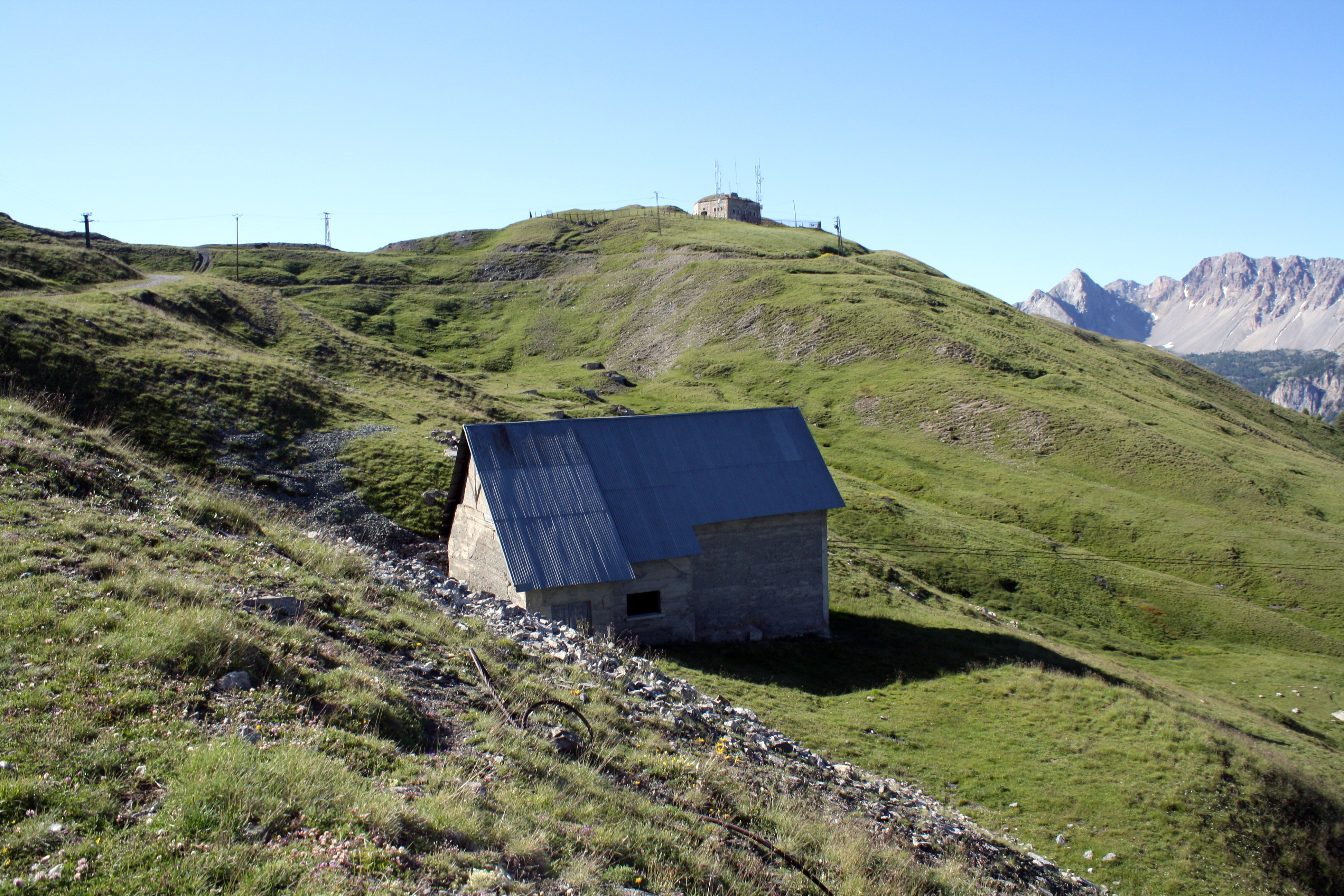
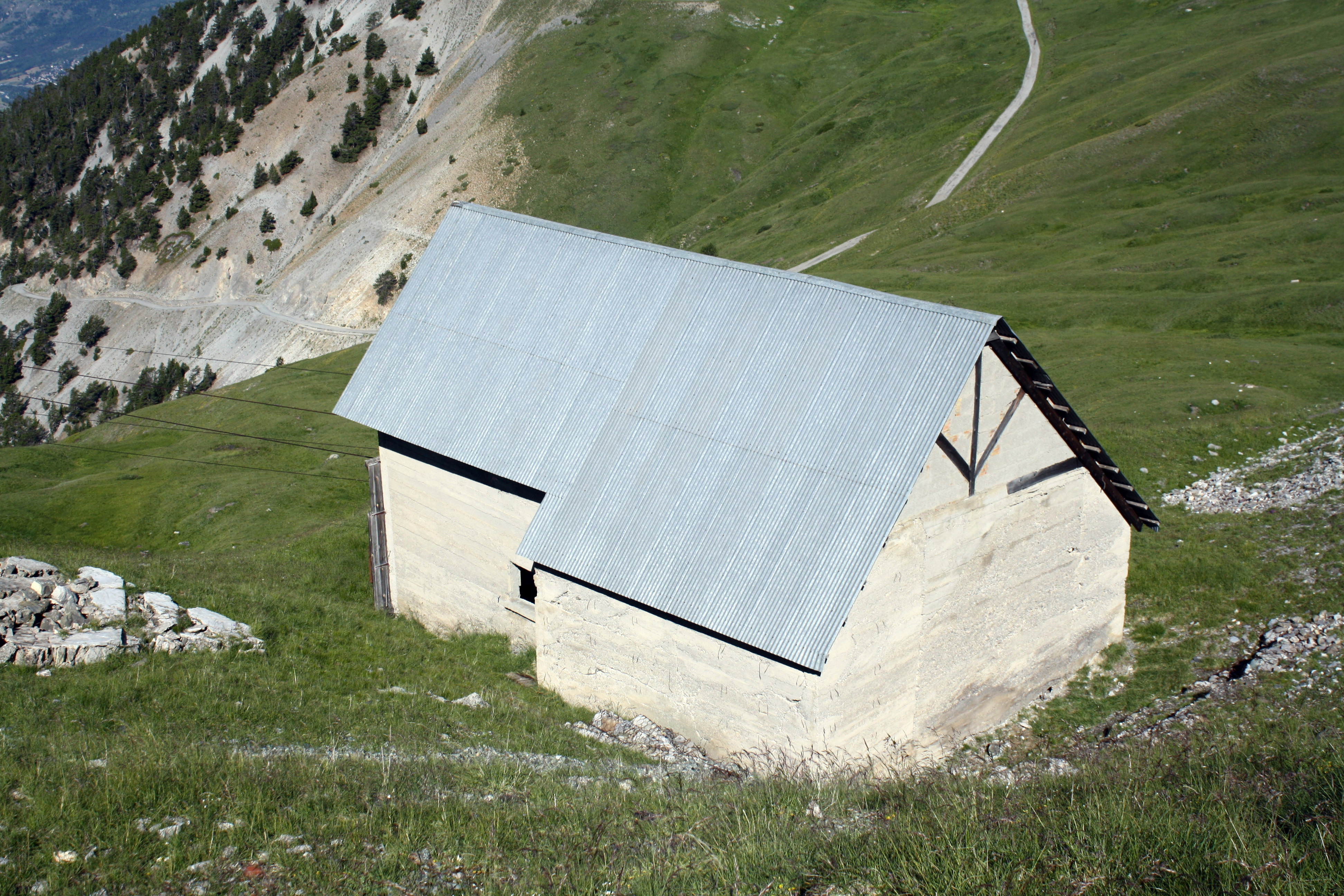

## En savoir plus